# Michel Donato
Michel Donato (24 août 1942 à Montréal) est un contrebassiste et compositeur québécois.

## Biographie

### Enfance
Michel (André) Donato est un contrebassiste, compositeur et chanteur québécois. Son père Roland est saxophoniste et dirige des orchestres de danse. Enfant de la petite Italie, Michel commence son apprentissage musical à dix ans. Il étudie ensuite la contrebasse au Conservatoire de musique de Montréal. Le jeune Michel choisit cet instrument car son père chante les partitions de contrebasse à la maison. Il reçoit aussi des cours privés avec Thomas Martin. À 15 ans, Michel Donato est engagé comme contrebassiste accompagnateur par l’accordéoniste Michel Sauro. Il se joint à 16 ans au big band du pianiste Vic Vogel.

## Carrière professionnelle
Les années 1960 marquent le début d’une longue carrière durant laquelle il parcourt de nombreux pays. À certaines occasions durant cette période, Donato joue au sein de l'OSM, mais il fait surtout carrière comme musicien de jazz et de studio. Michel Donato joue souvent au Jazz Hot et à la Jazztek, accompagné des musiciens Pierre Leduc et Lee Gagnon. Il forme un duo avec le batteur Claude Ranger. En 1968 et 1969, Donato est membre du trio montréalais Aquarius Rising avec le batteur Claude Ranger et le saxophoniste Brian Barley. Il travaille avec Ranger dans certains clubs de Toronto sous la direction du guitariste Lenny Breau. Le contrebassiste joue aussi dans les trios de Carol Britto et de Bernie Senensky durant son séjour à Toronto. Il participe également à plusieurs tournées internationales comme membre du trio d'Oscar Peterson en 1972 et 1973. Au courant des années 1970, le musicien se produit à Montréal et à Toronto avec le pianiste Bill Evans. Michel Donato accepte l’invitation en 1977 de se joindre à Philly Joe Jones et à Bill Evans au Rising Sun, mythique club de jazz de la rue Sainte-Catherine. Cependant, il ne va pas en tournée avec eux afin de rester avec sa femme et ses enfants. Il forme de 1983 à 1990 un duo avec la chanteuse Karen Young. Donato habite à Saint-Sauveur-des-Monts de 1977 à 1990, puis à Montréal, où il est professeur à l'Université McGill et à l'Université de Montréal. Dans les années 1980, il joue au Festival International de Jazz de Montréal en compagnie de Young et de plusieurs autres artistes. Donato joue aussi dans les trios de Lorraine Desmarais et d'Oliver Jones, avec Oscar Peterson et l'OSM. En 1990, il s'associe au bassiste québécois Alain Caron pour plusieurs tournées et le duo est invité au Festival International de Jazz de Montréal en 1990. Ils enregistrent un disque. De plus, Michel joue au Festival de Jazz de Québec, qui s’est tenu du 23 au 27 septembre 2009. Le travail en studio occupe une place importante dans sa carrière. Il enregistre avec plusieurs musiciens dont Félix Leclerc, Bruce Coburn, Oscar Peterson, Ian McDougall, Dave Samuels, Bernie Senesky, Gilles Vigneault et Ginette Reno. Il sort en 1995 un album solo nommée Marée Bass…e. En 2011, Michel enregistre avec François Bourassa, Frank Lozano et Pierre Tanguay, l’album Autour de Bill Evans. La sortie de cet album est suivie d’une tournée internationale.

## Santé
Michel Donato est ralenti par un accident vasculaire cérébral en 2000. Le contrebassiste est aujourd’hui plus prudent avec sa santé, tout en reprenant confortablement son rythme de vie : « Ça va mieux qu’avant et je vais continuer à jouer de la musique aussi longtemps que Dame Nature le voudra », dit-il lors d'une entrevue en 2002.

## Liste des œuvres, productions et distinctions
Albums studios
| Année | Nom de l'album                                                                             | Format | Label                 | # Label               |
| 1985  | Karen Young/Michel Donato (avec Karen Young)                                               | V      | Justin Time Records   | JTR-8403              |
| 1988  | Contredanse (avec Karen Young)                                                             | V/CD   | Justin Time Records   | JTR-8410-1/JTR-8410-2 |
| 1990  | En vol III (avec Karen Young)                                                              | CD     | Justin Time Records   | JTR-8418-2            |
| 1992  | Basse contre basse (avec Alain Caron)                                                      | CD     | Avant-Garde           | AGCD-607              |
| 1995  | Tricycle (avec Helmut Lipsky et James Gelfand)                                             | CD     | Lost Chart Records    | LC-1005               |
| 1995  | Jazz & romance (avec Marin Nasturica)                                                      | CD     | Atma                  | ACD2-2105             |
| 1995  | De toute beauté (avec Alain Lamontagne)                                                    | CD     | Transit               | TRCD-9111             |
| 1995  | Marée bass...e (avec Georges Arvanitas)                                                    | CD     | Label Bleu            | LBLC-6584             |
| 1996  | Second Time Around (avec Karen Young)                                                      | CD     | Disques Ursh          | URCD-1994             |
| 1996  | Setting the Standard (avec James Gelfand)                                                  | CD     | DSM                   | DSM-3005              |
| 1999  | Setting the Standard vol. 2 (avec James Gelfand)                                           | CD     | DSM                   | DSM-3029              |
| 2000  | Les trois Michel (avec Michel Lambert et Michel Leviev)                                    | CD     | DSM                   | DSM-3036              |
| 2001  | Matters of the Spirit                                                                      | CD     | DSM                   | DSM-3039              |
| 2004  | Michel Donato et ses amis européens                                                        | CD     | Effendi Records       | FND-050               |
| 2004  | Noël en harmonie (avec Pierre Leduc et Richard Provençal)                                  | CD     | Justin Time Records   | JTR-8511-2            |
| 2005  | Fortin, Léveillé, Donato, Nasturica (avec Luc Fortin, Richard Léveillé et Marin Nasturica) | CD     | Guit'boys d'Amérique  | GIT2-2055             |
| 2006  | Déjà jazz (avec Pierre Leduc et Richard Provençal)                                         | CD     | Justin Time Records   | JTR-8526-2            |
| 2006  | Ellen's Bar (avec Antoine Berthiaume et Pierre Tanguay)                                    | CD     | Ambiances Magnétiques | AM-152-CD             |
| 2006  | Open Spaces (avec François Carrier, Dewey Redman, Ron Séguin et Michel Lambert)            | CD     | Spool                 | SPL-127               |
| 2006  | Happy Blue (avec Guillaume Bouchard)                                                       | CD     | Zig Zag Territoires   | ZZT-061003            |
| 2007  | Michel Donato et ses amis européens, volume 2                                              | CD     | Effendi Records       | FND-072               |
| 2007  | Escale (avec Luc Fortin, Richard Léveillé et Marin Nasturica)                              | CD     | Guit'boys d'Amérique  | GIT2-3371             |
| 2008  | Nasturica Donato Gearey (par le Michel Donato Trio)                                        | CD     | Fidelio Musique       | FACD-021              |
| 2011  | Autour de Bill Evans (avec François Bourassa, Frank Lozano et Pierre Tanguay)              | CD     | Effendi Records       | FND-112               |
| 2014  | Noël en harmonie vol. 2 (avec Pierre Leduc et Richard Provençal)                           | CD     | Justin Time Records   | JTR-8590-2            |
| 2017  | Mardi 16 juin (avec Jean-Philippe Collard-Neven et Pierre Tanguay)                         | CD     | Igloo                 | IGL-278               |
| 2018  | Re: Bill Evans (avec Frank Lozano, François Bourassa et Pierre Tanguay)                    | CD     | Malasartes Musique    | MAM-031               |
| 2022  | Michel Donato et ses amis québécois                                                        | CD     | Effendi Records       | FND-166               |

Albums Live
| Année | Nom de l'album                                                                                      | Format | Label         | # Label    |
| 1982  | Le quintet de Michel Donato                                                                         | V      | Spectra Scène | SS-1707    |
| 1997  | Michel Donato Quintet Live                                                                          | CD     | DSM           | DSM-3007   |
| 2003  | Jazz en liberté, Montréal 1969                                                                      | CD     | Just a Memory | JAM-9150-2 |
| 2007  | Live - Légendes du jazz/Jazz Legends (avec Oliver Jones, P.J. Perry, Ian McDougall et Terry Clarke) | CD     | Disques SRC   | TRCD-3024  |

Prix, honneurs et distinctions
Reçoit le Prix Oscar-Peterson au Festival international de jazz de Montréal, 1995
Nommé Membre de l'Ordre du Canada, 2006
Reçoit le Prix André Gagnon de la Fondation SPACQ, 2013
Reçoit le Prix hommage du Conseil québécois de la musique, 2013
Gala de l'ADISQ
Gagnant
Félix du microsillon de l'année/jazz (Contredanse), 1988
Nominations
Microsillon de l'année/jazz (Le quintet de Michel Donato), 1983
Microsillon de l'année/jazz (Young et Donato), 1986
Artiste ou formation anglophone de l'année, 1989
Album de l'année/jazz (Basse contre basse), 1992
Album de l'année/jazz (De toute beauté), 1996
Album de l'année/jazz (Michel Donato et ses amis européens), 2005
Album de l'année/jazz création (Michel Donato et ses amis européens, volume 2), 2007
Album de l'année/jazz interprétation (Déjà jazz), 2007
Album de l'année/jazz création (Nasturica Donato Gearey), 2009
Gala des JUNOS
Nomination
Meilleur album jazz (Contredanse), 1989
Gala des Prix Opus
Prix Opus du disque de l'année/jazz (Autour de Bill Evans), 2012

Prix hommage, 2013

## Filmographie
- 1972 : Modulations
- 1978 : Canada Vignettes: The Maple Leaf
- 1987 : Oneiromancy
- 1990 : Le Marché du couple
- 1994 : Twenty Years of Feminist Filmmaking
- 1995 : Sous un ciel variable (série TV)
- 1996 : Virginie (série TV)
- 1996 : '49, un souffle de colère
- 1997 : Investigating Tarzan
- 1997 : Le Grand Silence
- 2000 : Les Muses orphelines

## Récompenses
- 1988 - Prix Félix du Microsillon de l’année – Jazz pour l'album Contredanse – Karen Young et Michel Donato[7]
- 2001 :  Prix Jutra de la meilleure musique originale avec James Gelfand pour Les Muses orphelines
- 2006 :  Ordre du Canada L’Ordre du Canada est la plus haute récompense du régime canadien de distinctions honorifiques. Il couronne l’œuvre d’une vie, le dévouement exceptionnel d’une personne envers la communauté ou une contribution extraordinaire à la nation. Des Canadiennes et des Canadiens de tous les milieux de la société ont reçu l’Ordre du Canada. La nature de leurs réalisations est extrêmement variée, mais la façon dont ils ont changé nos vies et le visage de notre pays les unit. La devise de l’Ordre, DESIDERANTES MELIOREM PATRIAM, signifie « ils veulent une patrie meilleure ».